# Wilhelm Heinrich Schultze
Wilhelm Heinrich Schultze (* 24. März 1724 in Großkochberg; † 16. April 1790 in Weimar) war ein deutscher evangelischer Geistlicher.

## Leben
Wilhelm Heinrich Schultze wurde als Sohn eines Prediger geboren. Er besuchte in Blankenhain die Schule und bereitete sich anschließend auf dem Gymnasium in Rudolstadt sowie dem Gymnasium Gotha auf das Theologie-Studium vor.
1741 begann er sein Studium an der Universität Jena und kehrte nach dessen Beendigung in das väterliche Haus zurück. Er fand eine Anstellung als Hauslehrer in Weimar und wurde dort zum Kandidaten ernannt und 1754 zum Stiftsprediger gewählt. 1762 war er Pfarrer bei St. Jacob und Garnisonsprediger.  Im Juli 1763 wurde er als zweiter Hofdiakon zur Schlosskirche versetzt. Im Juni 1768 wurde er zum stimmberechtigten Assessor beim Oberkonsistorium und im August 1776 zum Oberkonsistorialrat befördert.
Er wurde Mitglied der Almosen-Deputation sowie der Deputation über das Waisenhaus, bis er 1784 vom Herzog den Auftrag erhielt, einen Plan zu erstellen, wonach die Kinder bei verschiedenen Einwohnern leben sollten, anstatt sie gemeinschaftlich in einem Haus unterzubringen. Seine Vorschläge hierzu wurden genehmigt und er erhielt die Aufsicht über die Ausführung und der späteren Kontrolle. Er wurde zum Waisenhaus-Inspektor ernannt und nach einigen Wochen waren alle Kinder bei Pflegeeltern untergebracht. Daraufhin erhielt er den Auftrag, ebenso mit dem Waisenhaus von Jena zu verfahren. Bei beiden Waisenhäusern verbesserte sich die finanzielle Situation, so dass im Laufe der Zeit mehr Kinder aufgenommen werden konnten. Als er begann, befanden sich im Weimarer Waisenhaus 33 und im Jenaer Waisenhaus 15 Kinder; bei seinem Tod waren es in Weimar 65 Kinder und in Jena 30 Kinder.
Er beschäftigte sich privat mit der Bienenzucht und gab hierzu eine Publikation heraus. In seinen letzten Lebensjahren beschäftigte er sich auch mit der Erstellung von Statistiken nach Johann Peter Süßmilch für das Herzogtum Sachsen-Weimar.
Wilhelm Heinrich Schultze verehelichte sich am 2. Mai 1756 mit Friederike Wilhelmine Crudelius; das Ehepaar hatte mehrere Kinder. Der Sohn Carl Adolph Schultze (1758‒1818) war von 1798 bis 1811 Bürgermeister von Weimar. Die Tochter Charlotte Friederike Schultze (* Juni 1774 in Weimar; † 23. April 1856 in Jena) heiratete den Theologen und Kirchenhistoriker Johann Traugott Lebrecht Danz.

## Schriften (Auswahl)
- Die Fassung des Herzens bey dem von GOtt geschenkten Frieden wurde am Sonntage Cantate als an dem gnädigst verordneten solennen Dank- und FriedensFeste […] in hiesiger GarnisonKirche vorgestellet. 1763. Digitalisat.
- Erste und letzte Predigt bey vorgefallener Amtsveränderung. Weimar Glüsing 1763. Digitalisat.
- Die Erstlinge der Christen wurden in einer Predigt an dem Feste der Darstellung Christi im Tempel über das ordentliche Evangelium vorgestellet. Weimar Hoffmann 1764. Digitalisat.
- Geschichte meiner Bienen und derselben Behandlung von den Jahren 1781 und 1782. Dessau und Leipzig 1783. Digitalisat.
- Nachricht von der neuen Einrichtung bey Verpflegung der Waisen in den Herzogl. Weimarischen Landen. Weimar bey Hofmanns sel. Witwe und Erben 1785. Digitalisat.
- Auszüge aus den Kirchenbüchern verschiedener Jahre verstorbener Wöchnerinnen und Kinder, mit kleinen Reflexionen begleitet. In: Archiv für die Geburtshülfe, Frauenzimmer- und neugebohrner Kinder-Krankheiten. Erstes Stück, 1787, S. 111‒116.
- Anhang zu den Auszügen aus den Kirchenbüchern usw. In: Archiv für die Geburtshülfe, Frauenzimmer- und neugebohrner Kinder-Krankheiten. Zweites Stück, 1787, S. 93‒97.